# 21e étape du Tour d'Italie 2012
La 21e étape du Tour d'Italie 2012 s'est déroulée le dimanche 27 mai 2012, à Milan sous la forme d'un contre-la-montre individuel d'une distance de 28,2 km.

## Classement de l'étape
|    | Coureur         | Pays             | Équipe                  |    | Temps       |
| -- | --------------- | ---------------- | ----------------------- | -- | ----------- |
| 1  | Marco Pinotti   | Italie           | BMC Racing              | en | 33 min 06 s |
| 2  | Geraint Thomas  | Royaume-Uni      | Sky                     | +  | 39 s        |
| 3  | Jesse Sergent   | Nouvelle-Zélande | RadioShack-Nissan       |    | 53 s        |
| 4  | Alex Rasmussen  | Danemark         | Garmin-Barracuda        |    | 1 min 00 s  |
| 5  | Thomas De Gendt | Belgique         | Vacansoleil-DCM         |    | 1 min 01 s  |
| 6  | Ryder Hesjedal  | Canada           | Garmin-Barracuda        |    | 1 min 09 s  |
| 7  | Gustav Larsson  | Suède            | Vacansoleil-DCM         |    | 1 min 14 s  |
| 8  | Maciej Bodnar   | Pologne          | Liquigas-Cannondale     |    | 1 min 15 s  |
| 9  | Svein Tuft      | Canada           | Orica-GreenEDGE         |    | 1 min 22 s  |
| 10 | Julien Vermote  | Belgique         | Omega Pharma-Quick Step |    | 1 min 23 s  |

## Classement général
|    | Coureur            | Pays     | Équipe              |    | Temps            |
| -- | ------------------ | -------- | ------------------- | -- | ---------------- |
| 1  | Ryder Hesjedal     | Canada   | Garmin-Barracuda    | en | 91 h 39 min 02 s |
| 2  | Joaquim Rodríguez  | Espagne  | Katusha             | +  | 16 s             |
| 3  | Thomas De Gendt    | Belgique | Vacansoleil-DCM     |    | 1 min 39 s       |
| 4  | Michele Scarponi   | Italie   | Lampre-ISD          |    | 2 min 05 s       |
| 5  | Ivan Basso         | Italie   | Liquigas-Cannondale |    | 3 min 44 s       |
| 6  | Damiano Cunego     | Italie   | Lampre-ISD          |    | 4 min 40 s       |
| 7  | Rigoberto Urán     | Colombie | Sky                 |    | 5 min 57 s       |
| 8  | Domenico Pozzovivo | Italie   | Colnago-CSF Inox    |    | 6 min 28 s       |
| 9  | Sergio Henao       | Colombie | Sky                 |    | 7 min 50 s       |
| 10 | Mikel Nieve        | Espagne  | Euskaltel-Euskadi   |    | 8 min 08 s       |

## Classements annexes

### Classement par points
|   | Cycliste          | Pays        | Équipe           | Points |
| - | ----------------- | ----------- | ---------------- | ------ |
| 1 | Joaquim Rodríguez | Espagne     | Katusha          | 139    |
| 2 | Mark Cavendish    | Royaume-Uni | Sky              | 138    |
| 3 | Ryder Hesjedal    | Canada      | Garmin-Barracuda | 113    |

### Classement du meilleur grimpeur
|   | Cycliste         | Pays       | Équipe                    | Points |
| - | ---------------- | ---------- | ------------------------- | ------ |
| 1 | Matteo Rabottini | Italie     | Farnese Vini-Selle Italia | 84     |
| 2 | Stefano Pirazzi  | Italie     | Colnago-CSF Inox          | 44     |
| 3 | Andrey Amador    | Costa Rica | Movistar                  | 43     |

### Classement du meilleur jeune
|   | Cycliste           | Pays     | Équipe           |    | Temps            |
| - | ------------------ | -------- | ---------------- | -- | ---------------- |
| 1 | Rigoberto Urán     | Colombie | Sky              | en | 91 h 44 min 59 s |
| 2 | Sergio Henao       | Colombie | Sky              | +  | 1 min 53 s       |
| 3 | Gianluca Brambilla | Italie   | Colnago-CSF Inox |    | 8 min 23 s       |

### Classement par équipes

#### Classement au temps
|   | Équipe     | Pays        |    | Temps             |
| - | ---------- | ----------- | -- | ----------------- |
| 1 | Lampre-ISD | Italie      | en | 274 h 19 min 46 s |
| 2 | Movistar   | Espagne     | +  | 10 min 53 s       |
| 3 | Sky        | Royaume-Uni |    | 37 min 07 s       |

#### Classement aux points
|   | Équipe           | Pays        | Points |
| - | ---------------- | ----------- | ------ |
| 1 | Garmin-Barracuda | États-Unis  | 363    |
| 2 | Sky              | Royaume-Uni | 345    |
| 3 | Katusha          | Russie      | 301    |